# Giuseppe Panceri

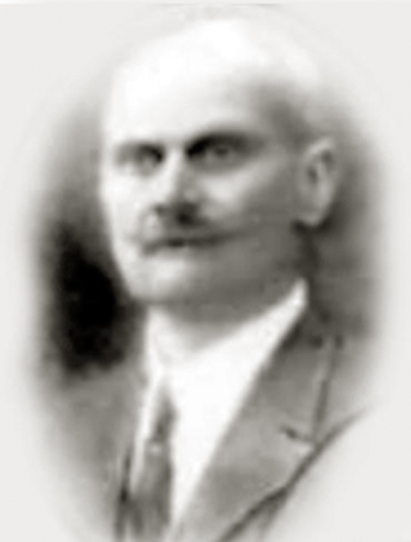
Giuseppe Panceri.

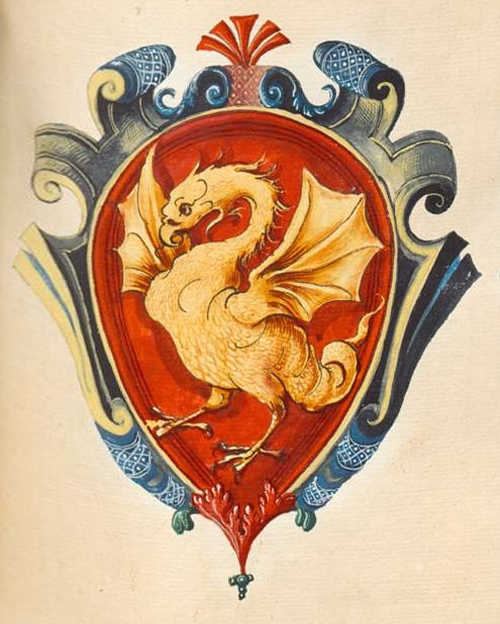
Brasão Panceri.

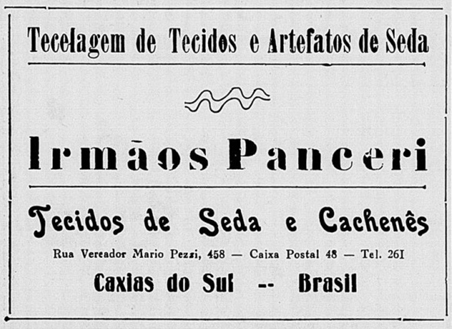
Publicidade da tecelagem nos anos 50.

Giuseppe Panceri (Concorezzo, 7 de setembro de 1855 — Caxias do Sul, 23 de abril de 1943) foi um industrial ítalo-brasileiro.
Filho de Baldassarre e Luigia, descendia de uma família nobre milanesa. Seu pai trabalhou como professor em Milão e depois se radicou em Concorezzo, então um subúrbio de Monza, onde os Panceri possuíam um palácio. No subúrbio mantinham uma propriedade rural, cuja sede histórica ainda sobrevive. Quando jovem Giuseppe trabalhou nesta fazenda envolvido com a produção agrícola, e depois, com a modernização do setor de tecelagem na região, passou a dedicar-se a esta atividade. Em 1882 casou-se com Virginia Parolini e dois anos depois, já com dois filhos, e acompanhado pelos pais, emigrou para a colônia italiana de Caxias do Sul, fixando-se no Travessão Umberto I da 6ª Légua, empenhando-se inicialmente na agricultura de subsistência, numa fase em que Caxias estava apenas começando a se povoar e organizar. Pouco mais tarde deixou os filhos aos cuidados dos avós e com a esposa dirigiu-se a Rio Grande, contratado para trabalhar como contramestre na fábrica de tecidos de algodão Rheingantz, onde se demorou dois anos.
Fez algumas economias e voltou a Caxias com um estoque de fios de algodão, a fim de iniciar sua própria tecelagem. Como não havia equipamentos disponíveis na colônia, construiu seus próprios teares, lançadeiras, pentes e outros apetrechos. Iniciava também o trabalho com a seda, no qual viria a se notabilizar. Nesta época praticamente não havia produção local, e por isso incentivou os colonos cultivarem a amoreira e a criarem o bicho-da-seda, que se alimenta da amoreira.
No fim do século transferiu sua pequena empresa para a sede urbana, denominando-a Tecelagem Nossa Senhora de Pompeia, e associou-se a Luís Baldessarini. Nesta época sua esposa faleceu, deixando-o com quatro filhos pequenos: Carolina, Luigi, Pasqual e Josefina. Depois de algum tempo, casou-se com Josefina de Gregori, com quem teria mais seis filhos: Domingos, Adelina, Luiza, Amélia, José e Agostinho. Em 1909 faleceu também a segunda esposa. No mesmo ano mudou o nome da empresa para Tecelagem Panceri. A esta altura a tecelagem já ampliara significativamente suas atividades, contava com a colaboração dos filhos maiores e havia se tornado conhecida em todo o estado exportando lenços, mantas e ponchos de seda, que tinham grande aceitação na época. Viajou várias vezes para a Europa em busca de fios e equipamentos melhores, modernizando a fábrica e aumentando a produção. Na década de 1920 já era um dos maiores industriais de Caxias, havia recebido vários prêmios em exposições nacionais e internacionais, e exportava para todo o Brasil, recebendo muitos louvores em um grande álbum comemorativo dos 50 anos da imigração italiana.
Ao falecer em 1943 deixava a tecelagem solidamente estabelecida, passando a administração para seus filhos José e Agostinho. Em 1950, quando já dispunha de novas e maiores instalações, a empresa voltou a ser destacada em dois álbuns comemorativos dos 75 anos da imigração, onde se assinalava a sua importância para o progresso de Caxias, sendo considerada uma das principais do estado em seu gênero. A arquitetura do prédio novo foi estudada por Ana Elísia da Costa, que chamou a atenção para a raridade da sua solução estética, preferindo o uso de tijolos aparentes.
A empresa permaneceu em posse da família até 1981, quando encerrou suas atividades. Desde a década de 1920 Giuseppe Panceri foi reconhecido como o pioneiro na industrialização da seda no estado, e desde então isso foi reiterado por vários outros estudiosos como João Spadari Adami, Thales de Azevedo, e Mário Gardelin & Rovílio Costa, que em seu monumental Os Povoadores da Colônia Caxias deram incomum espaço para a sua biografia. Emilio Franzina refere a empresa na primeira metade do século XX como uma das melhores do Brasil em seu gênero, Loraine Giron e Vania Herédia voltaram a enfatizar a sua importância, e Sandra Pesavento citou Giuseppe como um bom exemplo do processo de consolidação da economia caxiense através do trabalho do imigrante. Hoje seu nome (aportuguesado como José) batiza uma rua em Caxias. 
Giuseppe deu origem a uma grande descendência, espalhada pelo Rio Grande do Sul, Santa Catarina e Paraná, com vários membros destacados. Além de industrial, Agostinho foi bibliotecário, conselheiro e vice-presidente da Associação dos Comerciantes. Nilo foi o pioneiro da tecelagem da seda em Santa Catarina. Ângelo, Carlos e Eduardo, filhos de Luigi, foram proprietários da Fábrica de Tecidos e Artefatos Rayon, uma das maiores empresas de Tangará. Seus irmãos Natal e Eduardo fundaram grandes cantinas, a Monte Vecchio e a Vinícola Panceri, esta considerada uma das maiores produtoras de uvas e vinhos do Brasil. Sérgio Luiz, neto de Luigi, foi diretor da Organização das Cooperativas do Estado do Paraná e Cidadão Honorário de Moreira Sales e de Campo Mourão, louvado pelos relevantes serviços prestados à comunidade e às cooperativas.